# Урекя, Василе
Василе Александреску-Урекя при рождении Василе Поповичи
(рум. Vasile Alexandrescu-Urechia; 15 февраля 1834, Пьятра-Нямц, Западная Молдавия — 22 ноября 1901, Бухарест) — румынский учёный, историк, археограф, политический и государственный деятель, прозаик, драматург, языковед, педагог.
Один из организаторов и первых членов Румынской академии (1866).

## Биография
Окончил школу в Яссах. В 1850 году отправился в Париж по стипендии, в 1855—1857 годах учился в Сорбонне. В Париже основал газету Opiniunea, орган румын за границей. В 1858 году редактировал профсоюзную газету Zimbrulu si Vulturulu.
В 1857 году женился на испанке и провёл год в Испании. С 1858 по 1864 год он был профессором румынской и латинской литературы и всеобщей истории Ясского, а в 1864—1901 годах — Бухарестского университетов.
Как археограф, проявил себя, опубликовав летописи Мирона Костина (Costin Miron, Opere complete, v. 1-2, Buc, 1886-88), стольника Думитракия («Istoria evenimentelor din Orient. Cu referinta la Principatele Moldova si Valahia, din anii 1769—1774», Buc., 1888) и др.
В 1881 году занял кресло министра образования Румынии. Сенатор королевства Румыния. В 1896—1897 годах был вице-президентом Сената. Тогда же стал кавалером ордена Почётного легиона, почётным членом, а затем и почётным президентом Геральдического общества Франции, членом Французского общества археологов, ассоциированным членом Испанского Красного Креста и генеральным консулом Румынии в Эквадоре .

## Важнейшие исторические работы
- «Правление Иоанна Караджи» («Domnia lui loan Caragea», Buc., 1896),
- «История румын» («Istoria românilor», v. 1-14, Buc., 1891—1902),
- «История школ» («Istorie a scoalelor», v. 1-4, Buc., 1892—1901)

Труды Урекя написаны на основе огромного количества подробно изложенных или цитируемых источников, большая часть которых впоследствии погибла.

### Избранная проза
- Grinda de aur sau Prevederea unui părinte bun
- Logofătul Baptiste Veveli
- Coliba Măriucăi

## Избранные пьесы
- Cum era ea?
- Fidanțata imperatorului
- Vornicu Bucioc
- Banul Mărăcine
- Curtea lui Neagoe Vodă